# Yevgeny Tolstikov
Yevgeny Ivanovich Tolstikov (em russo:  Евгений Иванович Толстиков) (9 de fevereiro de 1913 - 3 de dezembro de 1987) foi um explorador polar soviético, premiado com o título de Herói da União Soviética. Conduziu a Terceira Expedição Antártica Soviética e uma das primeiras estações de gelo flutuante tripuladas no Ártico.
Em 1979, foi feito presidente substituto do Comitê Estadual para Controle Ambiental e Hidrometeorógico.
Um asteroide, 3357 Tolstikov, descoberto pelo astrônomo tcheco Antonín Mrkos em 1984 recebeu seu nome.